# La Famille Bélier
Pour les articles homonymes, voir Bélier (homonymie).
Pour plus de détails, voir Fiche technique et Distribution.
La Famille Bélier est un film franco-belge réalisé par Éric Lartigau, sorti en 2014.
Le film est notamment distingué par l'attribution du César du meilleur espoir féminin à Louane, lors de la 40e cérémonie des César.

## Synopsis
Rodolphe Bélier et son épouse Gigi, tous deux sourds, sont fermiers près de Lassay-les-Châteaux dans la Mayenne. Leur fils cadet est également sourd, mais leur fille aînée Paula ne l'est pas (EEPS). L'adolescente de 16 ans sert alors d'interprète indispensable pour toute sa famille, qu'elle aide dans le travail et dans la vie de tous les jours, quand il s'agit de répondre au téléphone, de traiter avec le banquier ou de traduire une consultation chez le médecin. Un jour, le professeur de musique de Paula découvre sa belle voix et la pousse à participer à un concours de la Maîtrise de Radio France : les parents de Paula, à qui la musique est étrangère, sont déconcertés et inquiets de cette initiative. Paula est confrontée en même temps à l'incompréhension de ses parents, l’entraînant dans un maelström de comportements des plus délétères les uns que les autres, à ses doutes sur sa vocation musicale, sur son devoir vis-à-vis de sa famille, et à l'incertitude d'une liaison avec un garçon de son âge. D'autre part, Rodolphe Bélier, mécontent de la politique du maire du village, se met en tête de se présenter aux élections malgré son handicap.

## Fiche technique

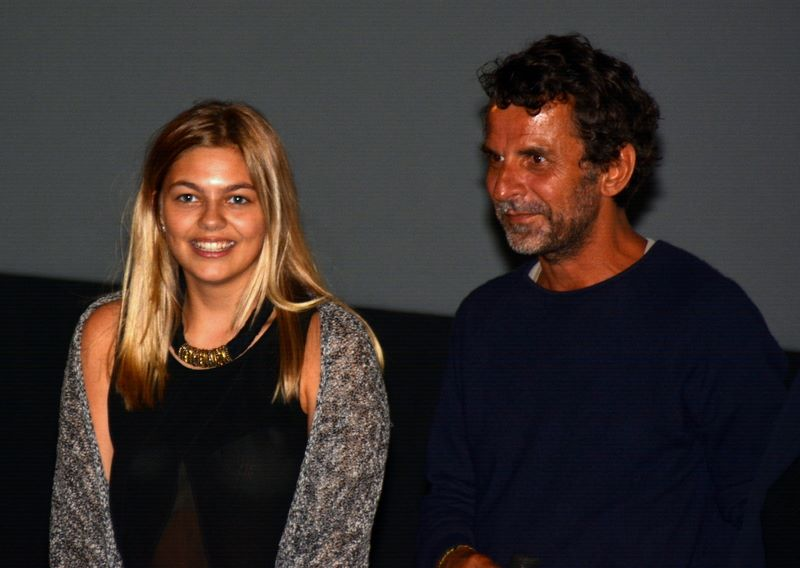
Louane et le réalisateur Éric Lartigau à une avant-première du film.

- Titre original : La Famille Bélier
- Réalisation : Éric Lartigau
- Scénario : Victoria Bedos[1] et Stanislas Carré de Malberg sur une idée originale de Victoria Bedos
- Adaptation : Éric Lartigau et Thomas Bidegain
- Direction artistique : Cyril Péré
- Décors : Olivier Radot
- Costumes : Anne Schotte
- Photographie : Romain Winding et Alice Delva
- Son : Cyril Moisson, Frédéric Demolder et Dominique Gaborieau
- Montage : Jennifer Augé
- Musique : Evgueni Galperine et Sacha Galperine ; chansons de Michel Sardou
- Production : Stéphanie Bermann, Éric Jehelmann et Philippe Rousselet
- Sociétés de production : Jerico et Mars Films ; France 2 Cinéma et Vendôme Production (coproductions)
- Société de distribution : Mars Films
- Pays de production :  France et  Belgique
- Langues originales : français et langue des signes française
- Format : couleur
- Genre : comédie dramatique et musical
- Durée : 105 minutes
- Dates de sortie :
  - France : 3 octobre 2014 (casino de Bagnoles-de-l'Orne) ; 17 décembre 2014 (sortie nationale)
  - Belgique, Suisse romande : 17 décembre 2014
  - Québec : 8 mai 2015

## Distribution
- Louane : Paula Bélier, fille de Gigi et Rodolphe
- Karin Viard : Gigi Bélier, la mère
- François Damiens : Rodolphe Bélier, le père
- Éric Elmosnino : Fabien Thomasson, le professeur de musique
- Roxane Duran : Mathilde, la meilleure amie de Paula
- Luca Gelberg : Quentin Bélier, le frère de Paula
- Ilian Bergala : Gabriel, le « Parisien »
- Stéphan Wojtowicz : Lapidus, le maire
- Bruno Gomila : Rossigneux
- Mar Sodupe : Mlle Dos Santos, la prof d'espagnol
- Jérôme Kircher : le docteur Pugeot
- Céline Jorrion : la journaliste de France 3
- Clémence Lassalas : Karène
- Manuel Weber : le vétérinaire
- Sébastien Agius : la voix chantée de Gabriel
- Yvon Personnic : l'adjoint-au-maire
- Véronique Poulain : une personne qui achète un fromage de la famille Bélier

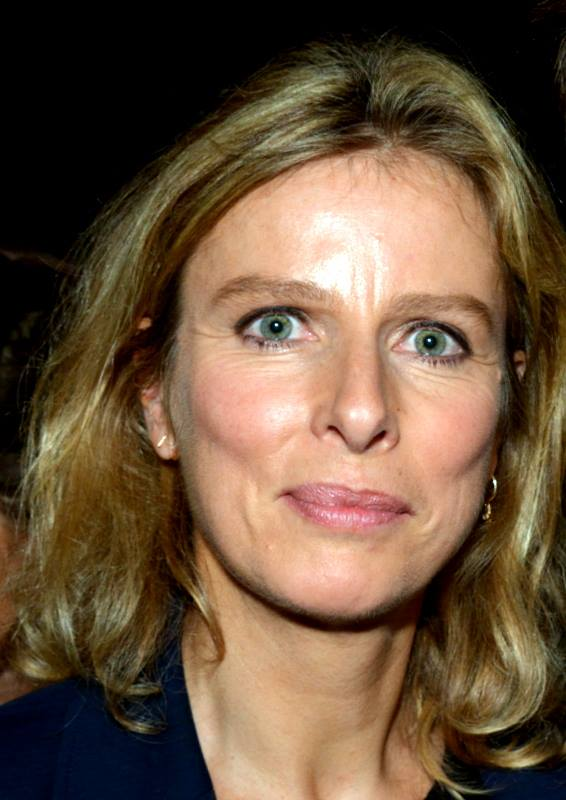
Karin Viard.
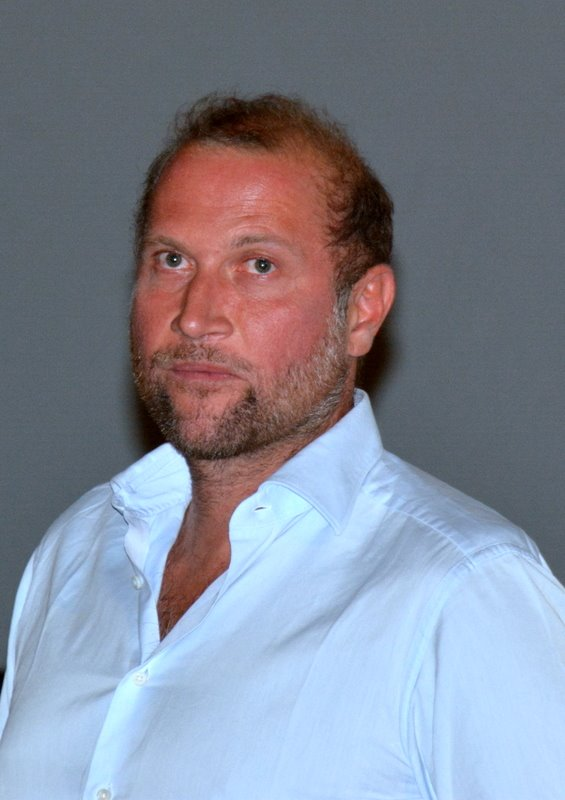
François Damiens.
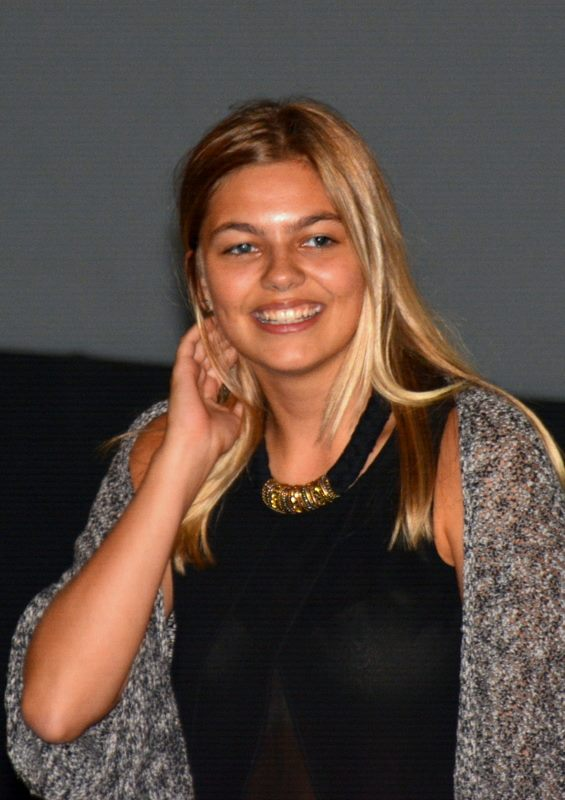
Louane.
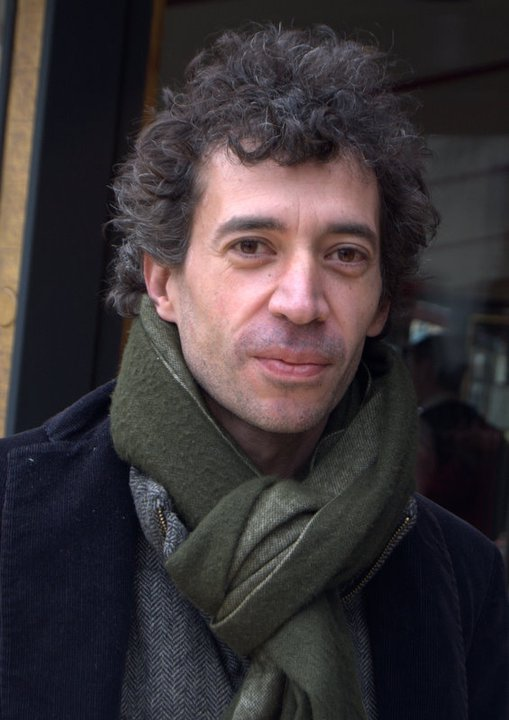
Éric Elmosnino.

## Production

### Développement
L'idée d'une entendante dans une famille de sourds part d'une situation vécue par l'assistante de Guy Bedos, Véronique Poulain, qui en a fait un livre autobiographique, Les Mots qu'on ne me dit pas. Victoria Bedos, la fille de Guy Bedos, a ensuite co-écrit le scénario avec Stanislas Carré de Malberg. Surdité et musique est un thème du film allemand de Caroline Link, Au-delà du silence, 1996, nommé pour l'Oscar du meilleur film étranger, en 1998. Sylvie Testud obtient le prix du Film allemand de la meilleure actrice, ainsi que du film indien Khamoshi: The Musical, réalisé par Sanjay Leela Bhansali, sorti en 1996.

### Auditions

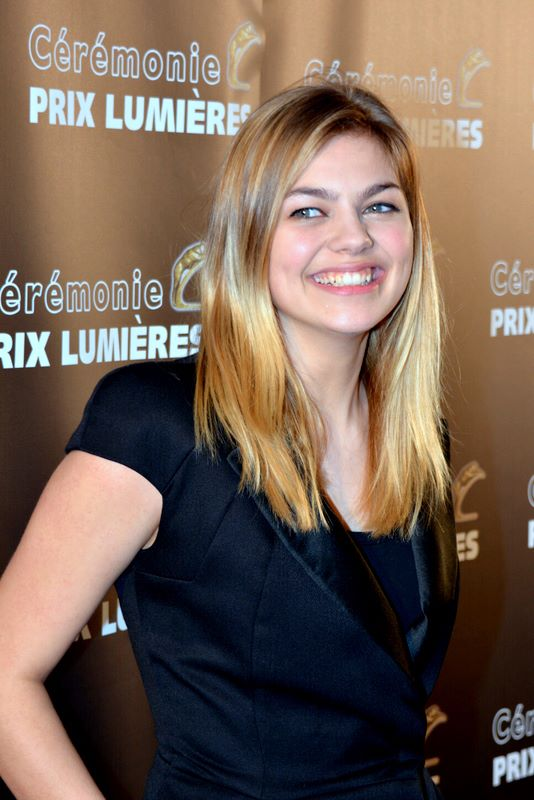
L'actrice principale Louane sacrée révélation féminine de l'année 2015 aux Lumières de la presse internationale.

La production choisit Karin Viard et François Damiens pour interpréter les parents sourds, Luca Gelberg pour jouer le fils sourd et Bruno Gomila pour jouer Rossigneux, ces deux derniers étant réellement sourds.
En regardant l'émission télévisée The Voice : La Plus Belle Voix en 2013, Éric Lartigau découvre Louane, à qui il propose le rôle de Paula, la seule entendante dans la famille Bélier. Louane raconte à ce sujet : « Je ne m'étais jamais imaginée comédienne. Je viens de la musique, je suis chanteuse avant tout, et je n'avais jamais vraiment pensé à l'éventualité de jouer la comédie ».
Pour parfaire la communication en langue des signes française, les actrices Karin Viard et Louane l'apprennent au côté d'un enseignant sourd, tandis que François Damiens a appris la langue des signes française en Belgique.

### Tournage

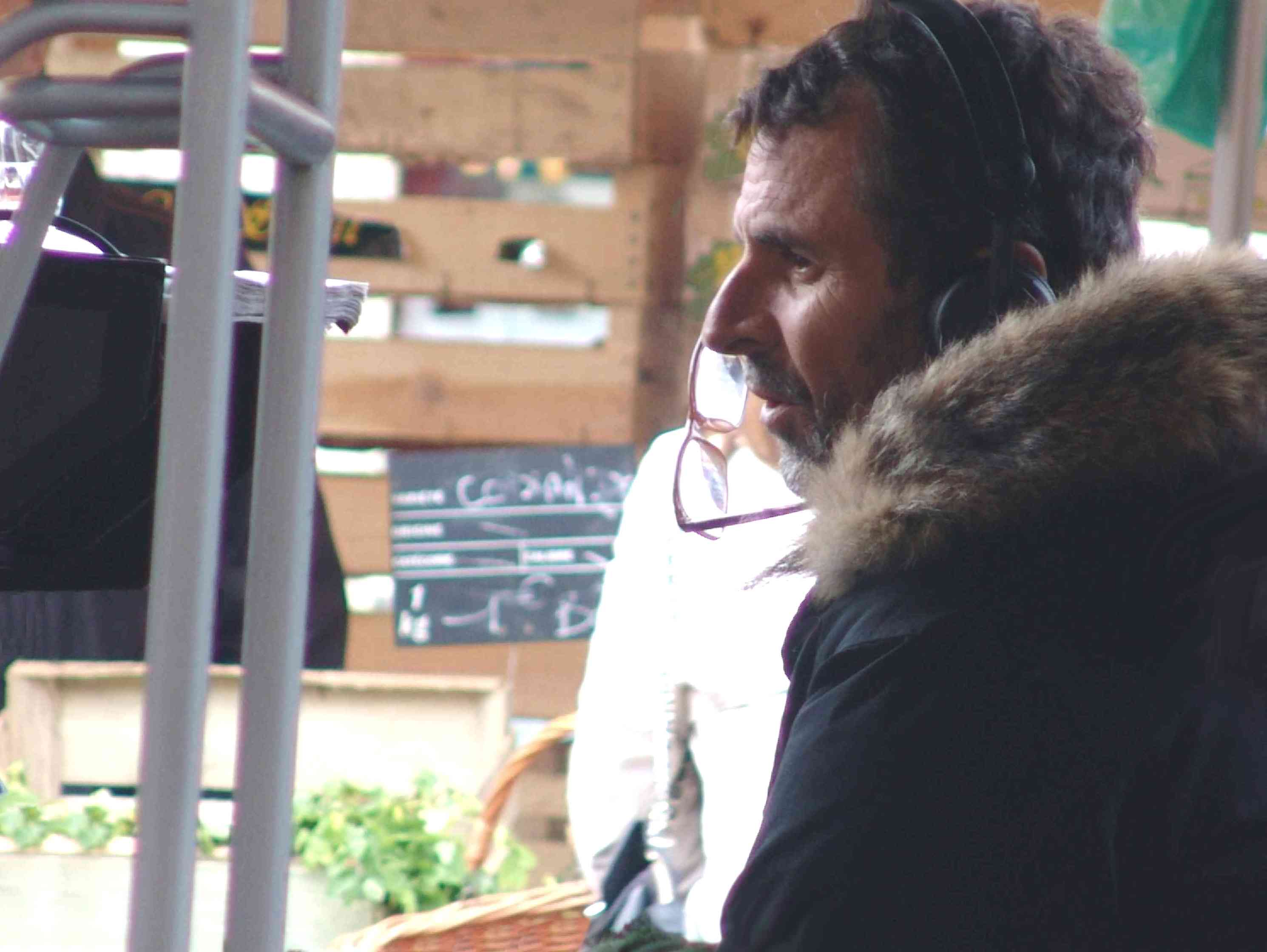
Éric Lartigau visionne une prise sur l'écran du combo, casque audio en tête, lors du tournage de La Famille Bélier dans le Val-d'Oise.

Le réalisateur Éric Lartigau et l'équipe de la production « Jerico » filment après avoir effectué des repérages, fin septembre 2013 à Domfront dans l'Orne, et au Housseau-Brétignolles dans la Mayenne avec cent cinquante figurants originaires de l'Orne, de la Manche et de la Mayenne. Des scènes ont aussi été également tournées dans le Val d'Oise au collège de Marines.

### Musique
La bande originale du film comprend plusieurs chansons de Michel Sardou :
1. Thème Famille Bélier
2. La Maladie d'amour (chorale)
3. Je vole (Louane)
4. Une Pépite dans le gosier
5. Paris
6. Je vais t'aimer (Louane)
7. La Java de Broadway (chorale)
8. Romance
9. Paula
10. En chantant (Louane)
11. France 3 à la ferme
12. Une tradition juive
13. Les Adieux
14. En chantant (chorale)
15. That's Not My Name (The Ting Tings)
16. Je vais t'aimer (Eric Elmosnino)

## Autour du film
L'actrice Karin Viard et l'acteur François Damiens jouent aussi un couple dans le film Rien à déclarer de Dany Boon.

## Accueil

### Sortie nationale
En raison du tournage dans la région de Domfront, le film est présenté en avant-première, le 3 octobre 2014, au casino de Bagnoles-de-l'Orne,, ainsi que sa sélection au Arras Film Festival, le 7 novembre, dans la catégorie « Avant-premières » en présence de l'équipe du film. La Famille Bélier sort le 17 décembre 2014 dans toute la France.

### Accueil critique
Télérama ne voit le film ni comme une comédie lourde ni comme un mélodrame sur le handicap, mais « tendrement loufoque, indifférent au bon goût, mais jamais vulgaire ni méprisant ». Louane, considérée par France-Soir comme la « nouvelle révélation du cinéma français », remporte en 2015 le César du meilleur espoir féminin.

#### Polémique dans la communauté sourde
Le 19 décembre 2014, la journaliste sourde anglaise Rebecca Atkinson, dans un article du journal The Guardian, le considère comme « une nouvelle insulte cinématographique à la communauté sourde » étant donné que « la fascination des personnes entendantes pour la musique et la surdité ne trouve pas d'écho chez un sourd. Peut-être si vous avez perdu l'audition, mais si vous êtes nés sourds (…), ce n'est pas quelque chose qui vous fait perdre le sommeil » et que les acteurs, dans le film, « ne sont pas réellement des sourds ». Elle l'accuse également de ne pas avoir utilisé d'acteurs sourds : « Vous ne pouvez pas trouver d'acteurs sourds ? Prenez des entendants qui agitent leurs mains. C'est un manque de respect pour les personnes sourdes (…) qui a pour résultat une interprétation embarrassante et grossière de la culture sourde et de la langue des signes »,.
Quant à la journaliste sourde Marylène Charrière sur Websourd, elle avoue que « c'est bien de montrer au grand public ce que signifie être sourd et d'utiliser la langue des signes française. La plupart des gens sont ignorants, pensent que ce n'est pas une vraie langue » et, en revanche, la traductrice Julia Pelhate de la même société ajoute : « Ce qui est gênant, c'est que la langue des signes française ne soit pas respectée. Il y a beaucoup de maladresses. Lors de l'avant-première à Toulouse, le 31 octobre 2014, le public sourd a dû lire les sous-titres, car il ne comprenait pas la langue signée à l'écran ».

### Box-office
| Pays ou région | Box-office        | Date d'arrêt du box-office | Nombre de semaines |
| -------------- | ----------------- | -------------------------- | ------------------ |
| France         | 7 450 944 entrées | 6 mai 2015                 | 24                 |

Le film est sorti dans 94 salles, et réalise 21 679 entrées le jour de sa sortie nationale, et près de 700 000 en cinq jours selon le distributeur.
En fin d'exploitation, le film cumule 7 450 944 entrées dans le box-office français de l'année 2014 et occupe la deuxième place de ce classement derrière Qu'est-ce qu'on a fait au Bon Dieu ? (12 353 181 entrées).

### Diffusion télévision
Le film est diffusé le 18 décembre 2015 sur Canal+, et rassemble 1,35 million de téléspectateurs, soit 26,2 % des abonnés de la chaîne cryptée[réf. nécessaire].
Le 30 avril 2017, La Famille Bélier programmé sur France 2, attire 7,48 millions de téléspectateurs, soit 30 % de part d'audience, ce qui place la chaîne en première position des audiences de la soirée.

## Distinctions

### Récompenses
- César 2015 : Meilleur espoir féminin pour Louane
- Magritte 2015 : Meilleur film étranger en coproduction
- Lumières 2015 :
  - Meilleur espoir féminin pour Louane
  - Meilleure actrice pour Karin Viard, conjointement à son rôle dans Lulu femme nue

### Nominations et sélections
- Arras Film Festival 2014 : sélection « Avant-premières »[8]
- Salamandre d'or au festival du film de Sarlat 2014
- Césars 2015 :
  - Meilleur film
  - Meilleur acteur pour François Damiens
  - Meilleure actrice pour Karin Viard
  - Meilleur acteur dans un second rôle pour Éric Elmosnino
  - Meilleur scénario original
- Globes de cristal 2015 :
  - Meilleur film
  - Meilleur acteur pour François Damiens
- Magritte 2015 : Meilleur acteur pour François Damiens
- Lumières 2015 :
  - Meilleur film
  - Meilleur scénario pour Stanislas Carré de Malberg et Victoria Bedos

## Remake américain
Le film fait l'objet d'un remake américain intitulé Coda réalisé par Sian Heder et sorti en 2021. Il obtient l'oscar du meilleur film, ainsi que celui du meilleur scénario adapté et meilleur second rôle pour Troy Kotsur (réellement sourd).